# PE'Z REALIVE 2005 節 FUSHI
『PE'Z REALIVE 2005 節 FUSHI』（ペズ リアライブ にせんご ふし）は、日本のジャズバンドPE'Zの通算2枚目のライブ・アルバムである。2005年12月7日発売。発売元はワーナーミュージック・ジャパン/ロードランナー。

## 概要
『PE'Z REALIVE TOUR 2002 おどらにゃそんそん in TOKYO』より約2年ぶり、2枚目となるライブアルバム。
2005年9月21日、NHKホールにて行われたライブを収録している。

## 収録曲
1. 春疾風 〜ハルハヤテ〜 [4:51]
2. AUCTION♯2 [3:43]
3. 花咲クDON BLA GO![4:42]
4. 燕返し 〜我ココニ侍フ〜 [4:47]
5. パパのマーチ[3:08]
6. SUNNY & CLOUDY [6:05]
7. 夢ノエンアレ [4:05]
8. NO.6 [4:50]
9. keluku walk【PIANO.solo】 [4:41]
10. N-DA-MOLIGE[3:58]
11. Boomerang Boogie 〜南風堂の叔父さん〜【SAX.solo】 [4:11]
12. WILD GIPSY 〜明日は明日の風が吹く〜 [4:01]
13. SAMBA DE 恋して [4:10]
14. BIG EAR 〜手痛い洗礼そしてVへ〜 [3:47]
15. POP'N'ROLL [3:18]
16. Hale no sola sita〜LA YELLOW SAMBA〜 [3:50]
17. Akatsuki [4:54]